# Montegaldella
Montegaldella település Olaszországban, Veneto régióban, Vicenza megyében. Lakosainak száma 1791 fő (2023. január 1.). Montegaldella Castegnero, Longare, Nanto, Rovolon, Cervarese Santa Croce és Montegalda községekkel határos.

## Népesség
A település népességének változása:
| Lakosok száma | 1784 | 1774 | 1791 |
|               | 2017 | 2018 | 2023 |